# Maddalena Visconti
Maddalena Visconti (* um 1366; † 24. August 1404 in Burghausen), eine der Hunderttausend-Gulden-Töchter des Mailänder Stadtherrn Bernabò Visconti, war als zweite Ehefrau von Herzog Friedrich Herzogin von Bayern-Landshut. Nach Friedrichs Tod übernahm sie zusammen mit dessen Brüdern und später dessen Neffen Regierungsverantwortung für ihren minderjährigen Sohn Heinrich.
Maddalena wurde um 1366 als Tochter Bernabò Viscontis und seiner Ehefrau Beatrice della Scala geboren. Ihre ältere Schwester Taddea war mit Herzog Stephan III. von Bayern verheiratet, ihr älterer Bruder Marco mit Stephans Nichte Elisabeth und auch Maddalena heiratete einen bayerischen Wittelsbacher: Am 2. September 1381 wurde sie die zweite Ehefrau von Elisabeths Vater, Herzog Friedrich. Ihre Mitgift betrug wie die ihrer Schwester hunderttausend Gulden. Maddalena und Friedrich hatten zusammen fünf Kinder, von denen die Töchter Elisabeth und Magdalena und der Sohn Heinrich das Erwachsenenalter erreichten.
Friedrich verwaltete den niederbayerischen Teil des Herzogtums Bayern, aus dem bei der Landesteilung von 1392 das Teilherzogtum Bayern-Landshut hervorging. Als er im Dezember 1393 überraschend starb, wurde der siebenjährige Heinrich sein Nachfolger. Maddalena musste akzeptieren, dass Stephan und Johann, die Brüder ihres verstorbenen Mannes, die Vormundschaft für ihren Sohn übernahmen. Uneinigkeit zwischen den Brüdern – im Winter 1394/95 führten Stephan und Johann sogar Krieg gegeneinander – und der Widerstand der niederbayerischen Landschaft verhinderten allerdings eine Aufteilung Bayern-Landshuts.
Maddalena starb 1404. Sie ist im Kloster Raitenhaslach begraben.